# Como 1907 2018-2019
Questa voce raccoglie le informazioni riguardanti il Como 1907 nelle competizioni ufficiali della stagione 2018-2019.

## Stagione
Dopo aver vinto i play-off del girone A di Serie D dell'anno precedente, la società presenta il 27 luglio 2018 domanda di ammissione alla Serie C 2018-2019 a integrazione dell'organico; l'istanza viene però respinta dalla FIGC il 3 agosto, poiché priva delle fideiussioni richieste, al posto delle quali il Como ha fornito due bonifici bancari. La società ha quindi tentato un ricorso presso il Collegio di Garanzia del CONI, che lo ha però respinto nell'udienza del 10 agosto 2018, e successivamente un secondo ricorso al TAR del Lazio, anch'esso respinto il 14 settembre. La squadra disputa quindi il girone B di Serie D, esordendo il 16 settembre 2018.
Il nuovo allenatore della prima squadra, annunciato il 27 luglio 2018, è Marco Banchini, l'anno precedente viceallenatore della Casertana in Serie C.
Il Como esordisce in Coppa Italia il 29 luglio, perdendo 3-0 contro il Catania e venendo quindi eliminato al primo turno della competizione. Successivamente partecipa anche alla Coppa Italia Serie D, in cui viene sorteggiato nei trentaduesimi di finale contro il Pavia, partita prevista per il 9 settembre: la società però, essendo ancora impegnata nel ricorso per l'ammissione in Serie C, ha rifiutato di giocare in una competizione relativa alla Serie D finché tale appartenenza non fosse sancita definitivamente ed è stata quindi sconfitta 3-0 a tavolino ed eliminata dalla coppa.
Il 4 aprile 2019 il Como viene venduto da Massimo Nicastro e Roberto Felleca alla società britannica SENT Entertainment, di proprietà dell'imprenditore indonesiano Robert Budi Hartono e amministrata da Michael Gandler e Mirwan Suwarso; Gandler diviene quindi il nuovo amministratore delegato.

## Divise e sponsor
Lo sponsor tecnico per la stagione 2018-2019 è, come l'anno precedente, la HS Football; lo sponsor principale è Verga, insieme a Fox Town (sul petto) e Acqua San Bernardo (sulla schiena, sotto al numero di maglia).
La prima maglia è molto simile a quella dell'anno precedente: di colore blu reale, con collo a V e sottili righe verticali bianche, solo sul fronte. La novità è invece nella seconda maglia, che non è più rossa come la stagione precedente, ma bianca. Su entrambe le maglie, dietro, all'altezza delle spalle, è stata inserita la scritta “Semm cumasch” affiancata dal disegno del Lago di Como.
| Prima maglia | Seconda maglia |

## Organigramma societario
Area direttiva
- Presidente: Massimo Nicastro
- Presidente onorario: Enzo Angiuoni
- Vice presidente: Stefano Verga
- Consigliere delegato: Roberto Felleca

Area tecnica
- Direttore sportivo: Roberto Pruzzo
- Allenatore: Marco Banchini
- Allenatore in seconda: Roberto Cau
- Collaboratore tecnico: Ninni Corda
- Preparatore atletico: Luca Carlo Guerra
- Preparatore dei portieri: Sabino Oliva
- Fisioterapista/Massaggiatore: Simone Gallo

## Rosa
| N. |                     | Ruolo | Calciatore             |
| -- | ------------------- | ----- | ---------------------- |
| 1  | Brasile (bandiera)  | P     | Jairo Lourençon        |
| 12 | Italia (bandiera)   | P     | Mirko Bizzi            |
| 13 | Ucraina (bandiera)  | P     | Sergej Luca Piccirillo |
| 22 | Italia (bandiera)   | P     | Matteo Guagnetti       |
| 28 | Italia (bandiera)   | P     | Alessandro Tonti       |
| 78 | Svizzera (bandiera) | P     | Justyn D'Ippolito      |
| 2  | Italia (bandiera)   | D     | Dario Toninelli        |
| 3  | Italia (bandiera)   | D     | Roberto Di Jenno       |
| 5  | Italia (bandiera)   | D     | Christian Anelli       |
| 6  | Italia (bandiera)   | D     | Alessandro Di Maio     |
| 13 | Italia (bandiera)   | D     | Alessandro Balconi     |
| 17 | Italia (bandiera)   | D     | Mario Di Tommaso       |
| 19 | Italia (bandiera)   | D     | Simone Sbardella       |
| 27 | Italia (bandiera)   | D     | Ciro Loreto            |
| 44 | Italia (bandiera)   | D     | Roberto Ferrari        |
| 55 | Svizzera (bandiera) | D     | Martino Borghese       |
| -  | Italia (bandiera)   | D     | Marco Capone           |
| 4  | Italia (bandiera)   | C     | Edoardo Bovolon        |
| 7  | Italia (bandiera)   | C     | Gilles Duguet          |
| 7  | Italia (bandiera)   | C     | Davide Buono           |

| N. |                         | Ruolo | Calciatore                  |
| -- | ----------------------- | ----- | --------------------------- |
| 8  | Italia (bandiera)       | C     | Federico Gentile (capitano) |
| 10 | Italia (bandiera)       | C     | Manuel Cicconi              |
| 11 | Italia (bandiera)       | C     | Gabriele De Nuzzo           |
| 14 | Italia (bandiera)       | C     | Enrico Celeghin             |
| 20 | Italia (bandiera)       | C     | Marco Amadio                |
| 24 | Italia (bandiera)       | C     | Leonardo Blasi              |
| 30 | Italia (bandiera)       | C     | Fabio Meduri                |
| 37 | Italia (bandiera)       | C     | Davide Viola                |
| 65 | Italia (bandiera)       | C     | Simone Buono                |
| 77 | Italia (bandiera)       | C     | Pietro Valsecchi            |
| 86 | Italia (bandiera)       | C     | Silvano Raggio Garibaldi    |
| -  | RD del Congo (bandiera) | C     | Aron Katuma Ngoyi           |
| 9  | Italia (bandiera)       | A     | Alessandro Gabrielloni      |
| 18 | Italia (bandiera)       | A     | Francesco Gobbi             |
| 21 | Italia (bandiera)       | A     | Pietro Fusi                 |
| 24 | Italia (bandiera)       | A     | Tommaso Bonanno             |
| 29 | Italia (bandiera)       | A     | Giulio Camarlinghi          |
| 32 | Italia (bandiera)       | A     | Davide Montagnoli           |
| 66 | Italia (bandiera)       | A     | Simone Dell'Agnello         |
| 69 | Italia (bandiera)       | A     | Niccolò Piu                 |

## Risultati

### Serie D

#### Girone di andata
| Arbitro: | Ancora (Roma) |

|  |           |                                                |
|  | Marcatori | 27’ (rig.) Gentile 41’ Cicconi 66’ Camarlinghi |

| Arbitro: | Robilotta (Sala Consilina) |

|                                                 |           |  |
| Borghese 20’ Gentile 28’ (rig.) Gabrielloni 37’ | Marcatori |  |

| Arbitro: | Zamagni (Cesena) |

|               |           |                         |
| Tremolada 47’ | Marcatori | 4’ Gentile 59’ Borghese |

| Arbitro: | Baldelli (Reggio Emilia) |

|                          |           |                |
| Sbardella 48’ Anelli 73’ | Marcatori | 61’ Bertazzoli |

| Arbitro: | Scatena (Avezzano) |

|           |           |                    |
| Valli 91’ | Marcatori | 36’ (rig.) Gentile |

| Arbitro: | Costanza (Agrigento) |

|                         |           |             |
| Scotto 38’ Altinier 87’ | Marcatori | 17’ Cicconi |

| Arbitro: | Campobasso (Formia) |

|                                      |           |  |
| Bovolon 13’ Borghese 26’ Gentile 73’ | Marcatori |  |

| Arbitro: | Emmanuele (Pisa) |

|                                 |           |                                                      |
| Guccione 56’ Bertani 67’ (rig.) | Marcatori | 63’ Gabrielloni 73’ Celeghin 85’ (rig.) Dell'Agnello |

| Arbitro: | Cavaliere (Paola) |

|                                              |           |            |
| Gabrielloni 45’, 51’ Gentile 59’ (rig.), 63’ | Marcatori | 37’ Vitali |

| Arbitro: | Scarpa (Collegno) |

|                           |           |                                     |
| Grandi 12’, 55’ Calmi 69’ | Marcatori | 18’ (rig.), 82’ Gentile 90+5’ Gobbi |

| Arbitro: | Bertini (Lucca) |

|                              |           |  |
| Di Maio 11’ Dell'Agnello 73’ | Marcatori |  |

| Darfo Boario 25 novembre 2018, ore 14.30 UTC 12ª giornata | Darfo Boario        | 0 – 0 | Como | Stadio comunale\| Arbitro: \| Zucchetti (Foligno) \| |
| Arbitro:                                                  | Zucchetti (Foligno) |       |      |                                                      |

| Arbitro: | Pascariello (Lecce) |

|                    |           |  |
| Gentile 16’ (rig.) | Marcatori |  |

| Arbitro: | Galipò (Firenze) |

|  |           |            |
|  | Marcatori | 1’ Gentile |

| Arbitro: | Taricone (Perugia) |

|                                     |           |          |
| Cicconi 29’ Gentile 42’, 56’ (rig.) | Marcatori | 1’ Fittà |

| Arbitro: | Giaccaglia (Jesi) |

|  |           |                              |
|  | Marcatori | 52’ Dell'Agnello 87’ Gentile |

| Arbitro: | Di Marco (Ciampino) |

|                              |           |  |
| Sbardella 9’ Gabrielloni 29’ | Marcatori |  |

#### Girone di ritorno
| Arbitro: | Cherchi (Carbonia) |

|                              |           |               |
| Dell'Agnello 55’ Cicconi 93’ | Marcatori | 69’ Filippini |

| Arbitro: | Arena (Torre del Greco) |

|  |           |                              |
|  | Marcatori | Celeghin 58’ Gabrielloni 68’ |

| Arbitro: | Tesi (Lucca) |

|             |           |               |
| Cicconi 79’ | Marcatori | 36’ Tremolada |

| Arbitro: | Catani (Fermo) |

|  |           |                                   |
|  | Marcatori | 16’ Borghese 21’, 79’ Gabrielloni |

| Arbitro: | Zamagni (Cesena) |

|                                               |           |  |
| Gabrielloni 34’ Borghese 46’ Dell'Agnello 67’ | Marcatori |  |

| Arbitro: | Emmanuele (Pisa) |

|              |           |  |
| Borghese 51’ | Marcatori |  |

| Arbitro: | Bertini (Lucca) |

|  |           |                                                                 |
|  | Marcatori | 3’ (rig.) Gentile 36’ De Nuzzo 65’ Dell'Agnello 72’ Gabrielloni |

| Arbitro: | Giaccaglia (Jesi) |

|                                       |           |             |
| Dell'Agnello 57’ (rig.) Valsecchi 58’ | Marcatori | 2’ Guccione |

| Arbitro: | Vingo (Pisa) |

|                           |           |                              |
| Ferreira Pinto 24’ (rig.) | Marcatori | 14’ Borghese 52’ Gabrielloni |

| Como 17 marzo 2019, ore 14.30 UTC 27ª giornata | Como               | 0 – 0 | Seregno | Stadio Giuseppe Sinigaglia (1 000 spett.)\| Arbitro: \| Frascaro (Firenze) \| |
| Arbitro:                                       | Frascaro (Firenze) |       |         |                                                                               |

| Arbitro: | Arena (Torre del Greco) |

|  |           |              |
|  | Marcatori | 87’ Celeghin |

| Arbitro: | Catanoso (Reggio Calabria) |

|                                      |           |                |
| Camarlinghi 41’ Raggio Garibaldi 59’ | Marcatori | 38’ Sinigaglia |

| Arbitro: | Madonia (Palermo) |

|  |           |               |
|  | Marcatori | 59’ Toninelli |

| Arbitro: | Di Marco (Ciampino) |

|                      |           |  |
| Raggio Garibaldi 64’ | Marcatori |  |

| Arbitro: | Galipò (Firenze) |

|                      |           |                                |
| Pellacani 48’ (rig.) | Marcatori | 31’ Dell'Agnello 45+1’ Cicconi |

| Arbitro: | Delrio (Reggio Emilia) |

|                                                    |           |  |
| Dell'Agnello 27’, 32’ Gabrielloni 48’ Celeghin 59’ | Marcatori |  |

| Arbitro: | Molinaro (Lamezia Terme) |

|  |           |             |
|  | Marcatori | 17’ Cicconi |

### Coppa Italia
| Arbitro: | Vigile (Cosenza) |

|                                   |           |  |
| Lodi 29’ Rossetti 45’ Curiale 75’ | Marcatori |  |

### Coppa Italia Serie D
| Pavia 9 settembre 2018, ore 15.00 trentaduesimi di finale | Pavia | 3 – 0 a tavolino | Como | Stadio Pietro Fortunati |

### Poule scudetto
| Arzignano 12 maggio 2019, ore 16.00 UTC 1ª giornata | Arzignano Valchiampo | 0 – 0 | Como | Stadio Tommaso Dal Molin (600 spett.)\| Arbitro: \| Gemelli (Messina) \| |
| Arbitro:                                            | Gemelli (Messina)    |       |      |                                                                          |

| Arbitro: | Catanoso (Reggio Calabria) |

|                                          |           |                                          |
| Gabrielloni 63’ Gentile 72’ Borghese 89’ | Marcatori | 31’ (rig.) Segato 35’ Silvestro 57’ Fall |